# Hexatoma (Eriocera) hirtithorax
Hexatoma (Eriocera) hirtithorax is een tweevleugelige uit de familie steltmuggen (Limoniidae). De soort komt voor in het Oriëntaals gebied.